# Вуич, Николай Васильевич
Никола́й Васи́льевич Ву́ич (1765—1836) — русский военный полковой и дивизионный командир Отечественной войны 1812 года, генерал-лейтенант Российской императорской армии (1824).

## Биография
Родился в 1765 году. Уже в одиннадцатилетнем возрасте поступил ротным квартирмейстером в Ахтырский гусарский полк.
В 1786 году был произведён в адъютанты с переводом в 3-й батальон Белорусского егерского корпуса; назначенный в 1788 году в Украинскую армию, Вуич принял участие в русско-турецкой войне (1787—1791 гг.), находился в боях при Бырладе и Максимени и за отличие произведен в поручики; ранен при штурме Галаца. В 1790 году отличился при штурме Измаила и награждён чином капитана.
В польскую кампанию находился в боях при Любаве, под Дивиным, Кобриным, Тирасполем, при штурме Праги, и за отличие произведён в секунд-майоры.
При переформировании егерских корпусов (при императоре Павле I) Вуич поступил в 11-й егерский полк, в 1799 году был произведён в подполковники, в 1803 году назначен командиром этого полка, 18 сентября 1803 года получил чин полковника.
23 июня 1806 года назначен шефом вновь сформированного 25-го егерского полка, выступил с ним в поход против французов 1806 года и был в сражениях при Морунгене, Ландсберге, отличился при Прейсиш-Эйлау и при Фридланде и получил орден Святого Владимира 3-й степени (22 апреля 1807), Святой Анны 2-й степени и Святого Георгия 4-го класса (26 ноября 1807 года). Представлен к награждению орденом Святого Георгия 3-го класса (20 мая 1808), рескрипт на который не удостоился Высочайшего подписания, в виду нахождения на момент награждения Вуича в плену у шведов.
Во время Русско-шведской войны (1808—1809) после боя при Улофсби получил приказание занять с 25-м егерским полком Аландские острова, что и выполнил 31 марта 1808 года. Однако, плохо снаряженная экспедиция окончилась разгромом отряда. После вскрытии моря от льда, лишенный содействия флота, Вуич оказался отрезанным от армии и после отчаянного сопротивления был взят в плен. Пробыв в нём полтора года Вуич был предан суду, но оправдан.

12 марта 1812 года назначен шефом 19-го егерского полка, с которым и принял участие в Отечественной войне 1812 года. Сражался при Витебске, Смоленске и за Бородино произведён в генерал-майоры (21 ноября 1812 года). 29 сентября он участвовал в штурме Вереи и затем в преследовании неприятеля, причём за отличие при Малоярославце награждён золотой шпагою с алмазами (15 февраля 1813 года). Также награждён орденом Святого Георгия 3-го класса (30 марта 1813 года, с дачей старшинства со дня отличия при Фридланде) 
в воздаяние отличного мужества, храбрости и распорядительности, оказанных в сражениях против французских войск в течение прошлой кампании
.
Назначенный командиром 3-й бригады 24-й пехотной дивизии, Вуич в кампанию 1813—1814 годов находился в составе Северной армии и участвовал в сражениях при Денневице, Лейпциге, Краоне, Лаоне и при штурме Парижа, за отличие в которых награждён орденом Святой Анны 1-й степени (6 октября 1813 года, алмазные знаки к ордену пожалованы 21 августа 1816 года).
По возвращении в Россию был назначен начальником 24-й пехотной дивизии, 12 декабря 1824 года произведён в генерал-лейтенанты, в 1827 году перемещён на должность начальника 18-й пехотной дивизии и в 1828 году зачислен по армии.
Умер 27 марта 1836 года в городе Нежине.